# Alejandrina Argüelles Toral y Hevia
Alejandrina Argüelles Toral y Hevia (Irún, 20 de septiembre de 1845-Valencia, 5 de abril de 1860) fue una poetisa y cantante española. Baltasar Saldoni, afamado compositor catalán, le puso música a algunas de sus romanzas.

## Biografía
Era hija de Lucio Argüelles Toral, un funcionario, y de Dolores Hevia. En 1853, debido al traslado de su padre por asuntos de trabajo, toda la familia se mudó a Granada. Fue allí donde Alejandrina comenzó a escribir sus primeras obras de poesía. 
Alejandrina tenía una salud precaria y, a recomendación de los médicos, la familia se mudó a Valencia tratando de encontrar un clima que fuera más amable con los padecimientos de la joven. El cambio de aires no surtió el efecto deseado, y falleció en la ciudad del Turia en 1860. 
En 1862 salió publicada la recopilación póstuma de los versos de Alejandrina Argüelles Toral y Hevia, ilustrada con un retrato de la desaparecida poetisa, y que llevaba por título Ensayos poéticos.